# 日尔诺夫斯克
日尔诺夫斯克是俄罗斯伏尔加格勒州日尔诺夫斯克区的一个镇，位于梅德韦季察河畔，距离州首府伏尔加格勒约320公里，人口17,751人（2002年）。